# Ernest Dowson
Ernest Christopher Dowson (n. el 2 de agosto de 1867 - f. el 23 de febrero de 1900), en Lee (Londres), fue un poeta, novelista y escritor de relatos cortos inglés, asociado al decadentismo. 

## Carrera
Dowson concurrió a The Queen's College, de la Universidad de Oxford, pero abandonó antes de graduarse. En noviembre de 1888, comenzó a trabajar junto a su padre en la compañía de éste, Dowson and Son, un negocio de dique seco en Limehouse, ubicado al este de Londres. Se involucró en una activa vida social, reuniéndose con estudiantes de medicina y de leyes, yendo a espectáculos de music hall y otras actividades. Al mismo tiempo, trabaja asiduamente en la escritura. Fue miembro del Rhymers' Club, al cual pertenecían también W. B. Yeats y Lionel Johnson. Fue un contribuyente frecuente de las revistas literarias The Yellow Book y The Savoy. Dowson colaboró en algunas novelas que no resultaron exitosas con Arthur Moore.
En 1889, Dowson se enamora de Adelaide "Missie" Foltinowicz, de tan solo once años de edad, hija de un dueño de restaurant polaco. Adelaide fue el sujeto de uno de sus más conocidos poemas, Non Sum Qualis eram Bonae Sub Regno Cynarae. Intentó conquistarla sin éxito; en 1897, ella se casó con un sastre que vivía cerca del restaurante, y Dowson quedó devastado. En agosto de 1894, su padre, quien estaba en avanzado estado de tuberculosis, muere por una sobredosis de hidrato de cloral. Su madre se suicidó ahorcándose en febrero de 1895, y Dowson cayó rápidamente en una depresión. 
Robert Sherard encontró a Dowson en un estado casi de indigencia en un bar, y lo llevó a la casa en Catford donde vivía. Dowson pasó las últimas seis semanas de su vida en la casa de Sherard y murió de alcoholismo (algunas fuentes dicen que de tuberculosis) a los 32 años de edad. Fue enterrado en la sección de católicos cerca de los cementerios de Brockley and Ladywell.

## Obras
Dowson es recordado por sus frases, como days of wine and roses (días de vino y rosas, en español) de su poema Vitae Summa Brevis, la cual aparece en la estrofa:
They are not long, the days of wine and roses:
Out of a misty dream
Our path emerges for a while, then closes
Within a dream.
y gone with the wind (lo que el viento se llevó, en español), de Non Sum Qualis eram Bonae Sub Regno Cynarae, que se lee en la tercera estrofa:
I have forgot much, Cynara! gone with the wind,
Flung roses, roses riotously with the throng,
Dancing, to put thy pale, lost lilies out of mind;
But I was desolate and sick of an old passion,
Yea, all the time, because the dance was long:
I have been faithful to thee, Cynara! in my fashion.
En sus propias palabras, fue el "lejano y débilmente triste sonido que quería" de la primera línea de la tercera estrofa lo que inspiró a Margaret Mitchell a llamar a su única novela Gone with the Wind.
Sus obras en prosa incluyen historias cortas reunidas en Dilemmas (1895), y dos novelas A Comedy of Masks y Adrian Rome (ambas coescritas con Arthur Moore). Algo de su obra corta fue publicada en el periódico The Yellow Book.